# Xã Elim, Quận Custer, Nebraska
Xã Elim (tiếng Anh: Elim Township) là một xã thuộc quận Custer, tiểu bang Nebraska, Hoa Kỳ. Năm 2010, dân số của xã này là 133 người.